# تفت
تفت (بالفارسية: تفت) هي مدينة في الجزء الأوسط من مدينة تفت التابعة لمحافظة يزد في إيران. يقدر عدد سكانها بـ 15,329 نسمة .

## أعلام
- عبد الحسين آيتي